# Cowspiracy

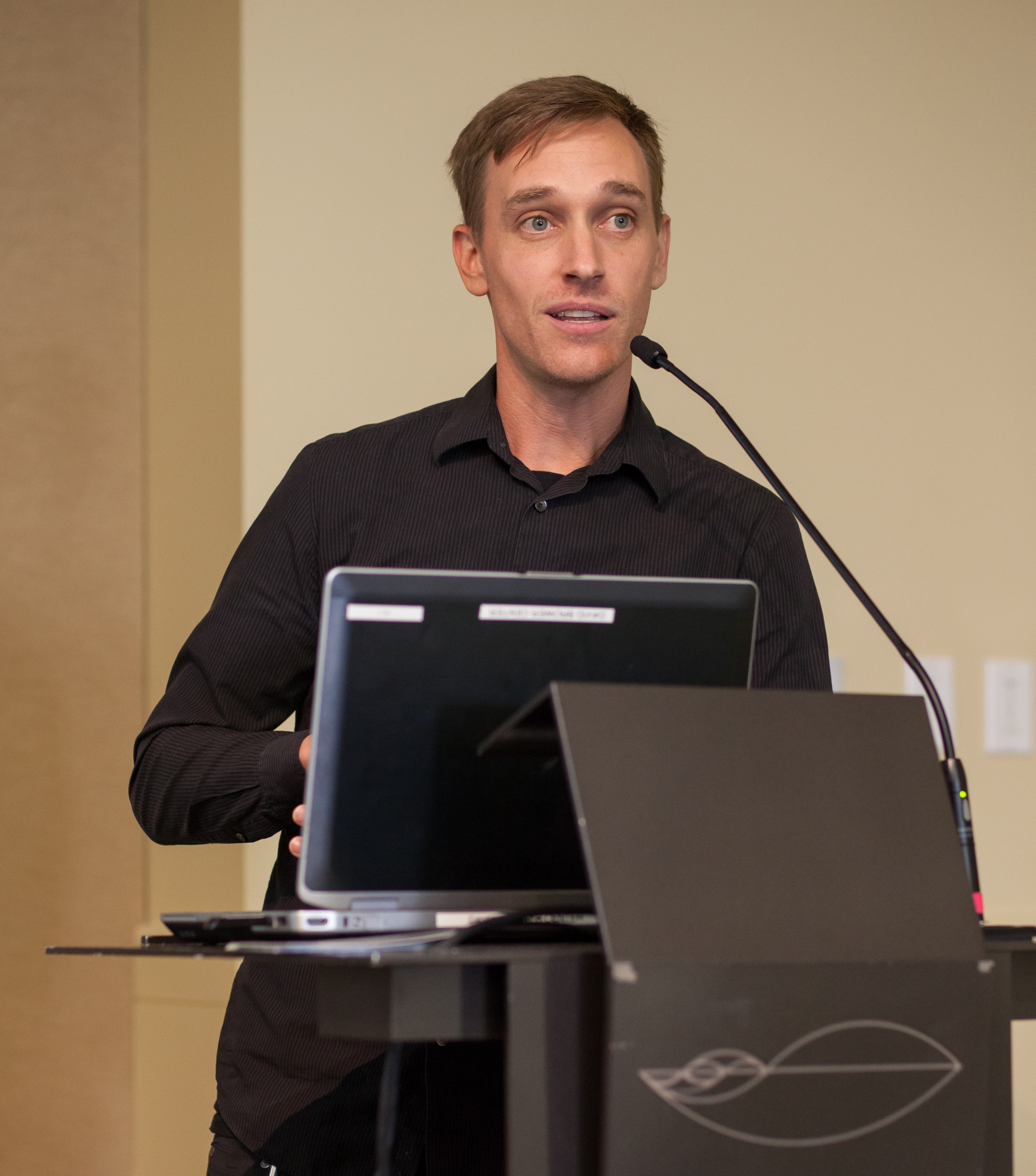
Keegan Kuhn på Cow-Con, september 2016.

Cowspiracy: The Sustainability Secret är en dokumentärfilm från 2014 producerad och regisserad av Kip Andersen och Keegan Kuhn. Filmen utforskar effekterna djurhållning har på miljön och undersöker de riktlinjer som miljöorganisationer har i denna fråga. Miljöorganisationer som granskas i filmen inkluderar Greenpeace, Sierra Club, Surfrider Foundation och Rainforest Action Network.
En uppdaterad version av dokumentären, producerad av Leonardo DiCaprio, hade premiär globalt på Netflix 15 september 2015.